# Nguyen The Phuong
Nguyen The Phuong (* 1930) ist ein vietnamesischer Schriftsteller. Er verfasste Novellen und Romane.

## Werke (Auswahl)
- Di buoi min
- Nang
- Der alte Freund, Kurzgeschichte, aus dem Russischen übersetzt von Erwin Engelbrecht